# Majid Sultan
Majid Mohamed Al-Ali Sultan (arab. ماجد محمد العلي سلطان; ur. 29 września 1987) – kuwejcki judoka. Olimpijczyk z Aten 2004, gdzie odpadł w eliminacjach w wadze ciężkiej.
Uczestnik mistrzostw świata w 2001. Piąty na igrzyskach azjatyckich w 2002, a także na mistrzostwach Azji w 2001 i 2003, siódmy w 2004 roku.

## Letnie Igrzyska Olimpijskie 2004
| Konkurencja | Eliminacje                | Klas. końcowa |
| Konkurencja | Przeciwnik I              | Miejsce       |
| ----------- | ------------------------- | ------------- |
| +100 kg     | Martin Boonzaayer (USA) P | 1 runda       |